# Maurice Gallay
Pour les articles homonymes, voir Gallay.
Marius Gallay, dit Maurice Gallay, né le 25 décembre 1902 aux Eaux-Vives (Suisse) et mort le 15 août 1982 à Marseille (France), était un footballeur français qui évoluait au poste d'aillier.

## Carrière
- Olympique de Marseille ( France)

## Palmarès
- Vainqueur de la Coupe de France : 1926, 1927
- 13 sélections en équipe de France A, 1 but (1926-1929)